# Medalem (Tulangan)
Medalem is een bestuurslaag in het regentschap Sidoarjo van de provincie Oost-Java, Indonesië. Medalem telt 2436 inwoners (volkstelling 2010).